# ラストダンス (テレビドラマ)
『ラストダンス』は、1990年7月2日から同年9月28日まで、フジテレビ系列で放送された東海テレビ、泉放送制作共同制作の昼ドラマである。本放送終了後は新潟県のテレビ朝日系列局である新潟テレビ21で平日の早朝に放送が行われた。

## 概要
上司とのトラブルで三立化学を辞め、子会社で下請けの大月化学研究所に勤め地道に細々と働いていた真田佐平が、ある日特許を獲得し、12億円の大金を手に入れ、やがて、副社長として三立化学に戻る。その後、金銭トラブルによる大月化学との決別や部下との不倫、売上不振の責任を問われたり権力闘争にも敗れたりし、副社長を引責辞任。家族崩壊へ至る…という葛藤を描いた作品。佐平役を児玉清が演じた。
伊藤整が執筆した『氾濫』が原作であるが、大幅な設定変更がなされている。

## キャスト
- 真田佐平：児玉清[1]
- 真田文子：佐藤オリエ[1]
- 松本友里[1]
- 種村恭介：四方堂亘[1]
- 中丸新将
- 小早川進一
- 嶋まゆ子
- 北川総一郎
- 小林裕太
- 志村明彦
- 川村こずえ：岡本舞[1]
- 森次晃嗣
- 内田あかり
- 早川雄三
- 弓恵子
- ただのあっ子
- 北村晃一
- 磯野貴理子
- 岡崎展久
- 日向明子
- 佐久間一樹
- ブライアン・コワルスキー
- 石井光三
- 安達秀子
- 川俣しのぶ
- 大和田多美恵
- 東野英心
- 桂木麻也子
- 岸本功
- 安達秀子
- 塚本ゆう子
- 野田さゆり
- 佐久間一樹
- 浜田英子
- 中田奈美
- 大石千暁
- 赤坂広人
- 高城薫
- 市原清彦
- 真実一路
- 一谷伸江
- 赤座美代子
- 三谷昇
- 塚田きよみ
- 木村有里
- 東丘いずひ
- 早川プロダクション

## スタッフ
- 原作:伊藤整『氾濫』
- 演出:松生秀二、花堂純次、福田真治、小池唯一
- 演出補:江口正和
- 監修:永田宏二
- 制作補:小松貴生
- プロデューサー:福田真治、花堂純次、中根康邦
- 企画:平野一夫、出原弘之
- 脚本:田代淳二、鶴島光重、今井詔二、福田真治
- 音楽:小六禮次郎
- 美術制作:中孝造
- 美術デザイン:雫石洋治
- 技術:島方春樹
- カメラ:白田龍夫
- 照明:小松武久
- 協力:ビデオスタッフ、フジアール
- 制作:東海テレビ[1]、泉放送制作

## 主題歌
- 「さよならはダンスの後に」 歌：倍賞千恵子
  - 1965年に発表された倍賞自身最大のヒット曲のリメイク版。編曲は本作の音楽担当で倍賞の夫でもある小六禮次郎が手がけた。
  - 2003年発売のベスト・アルバム『GOLDEN☆BEST 倍賞千恵子 まるで映画のひとこまのように…』に収録。